# 김희천 (축구인)
김희천(金熙千, 1955년 10월 19일~)은 대한민국의 축구 선수, 지도자로 포지션은 골키퍼이다. 

## 경력
북제주군 한경면 고산리 출신으로 제주북교 6학년 때 축구를 시작했다. 이후 오현중학교를 졸업하고 오현고등학교로 진학했으며 고 1때 당시 축구 명문고인 서울의 동북고등학교로 전학을 갔다.
고교 졸업 후 한양대학교로 진학했으며 1975년에 대한민국 국가대표팀에 발탁되었다. 그 해 8월에 메르데카 국제 축구 대회에 참가하였으며 해당 대회에서 방글라데시와의 경기에 출전하면서 국제 A매치에 처음으로 출전했다.
대학 졸업 후인 1978년에 대한민국 공군에 입대하면서 공군 축구단인 성무 소속으로 활동했다. 같은 해 12월에 태국 방콕에서 열린 1978년 아시안 게임에 참가하였으며 1경기에 출전하여 대표팀 우승에 기여했다. 이후 1979년 3월에 열린 일본 대표팀과의 한일 정기전 경기에서 골문을 지켰고 이 경기가 그의 마지막 A매치가 되었다. 이후 1979년 9월에 멕시코시티에서 열린 1979년 하계 유니버시아드에 참가했으며 5위에 올랐다.
전역 후에는 중소기업은행에 입단하여 1983년까지 활동했다. 현역 은퇴 후에는 일본으로 건너가 일본체육대학 대학원에서 수학한 후 1986년에 귀국했다. 귀국 후에는 1987년 FIFA 세계 청소년 축구 선수권 대회에 참가하는 청소년 대표팀과 올림픽 대표팀 코치를 맡았다. 이후 1991년에 고향인 제주로 내려와 고향인 제주제일고등학교 감독으로 부임했으며 2013년까지 제일고 축구부 감독을 맡았다. 
이 밖에 제주도 축구 협회 이사, 경기이사를 지냈으며 2013년부터 제주특별자치도 축구 협회 부회장을 맡고 있다.

## 수상
대한민국 축구 국가대표팀
- 1978년 아시안 게임 금메달
- 1975년 메르데카 국제 축구 대회 우승
- 1976년 박대통령 국제 축구 대회 우승

 개인 
- 체육훈장 백마장(1979년 3월 9일)
- 체육훈장 기린장(1975년 11월 10일)